# Benthana serrana
Benthana serrana är en kräftdjursart som beskrevs av Paulo Agostinho de Matos Araujo och Guilherme A.M.Lopes 2003. Benthana serrana ingår i släktet Benthana och familjen Philosciidae. Inga underarter finns listade i Catalogue of Life.